# Ndoye Demba
Pour les articles homonymes, voir Ndoye.
La Linguère Ndoye Demba Diouss-Fadiou, connue sous le nom Ndoye Demba dans l'histoire de la Sénégambie, était une princesse Sérère du Royaume du Sine, aujourd'hui au Sénégal, de la fin du XIVe siècle au début du XVe siècle,. Le titre royal Linguère signifie « reine » ou « princesse royale ». Elle a été donnée en mariage au Brak du Waalo Thiaka Mbar Mbodj, qui a régné dans la seconde moitié du XIVe siècle, vers 1367. Elle est la fondatrice de la dynastie maternelle des Diouss (ou Dyosss, Diouss-Fahou, Dious-Fadiou, Dieuss, Dihosou aussi: Joos - orthographe anglaise en Gambie) au sein du Royaume du Waalo,. 
Dans le royaume Wolof du Waalo, la Linguère Ndoye Demba est considérée comme la matriarche du clan maternel Diouss. Dans le royaume Sérère du Sine, c'est sa grand-mère Fatim Bèye (nombreuses variantes: Fa-tim Beye ou Fatimata Beye)  qui est considéré comme la matriarche de cette dynastie maternelle. Dans la langue sérère, le mot « Fa-tim » signifie « le clan maternel de ».  Le nom Bèye est aussi l'un des nombreux clans maternels Sérères. 

## Mariage et héritage
La Linguère Ndoye Demba a été mariée à Brak Thiaka Mbaar dans le Royaume du Sine. Elle a été donnée au roi du Waalo en mariage lors de sa visite au Royaume du Sine. Après le mariage, elle a accompagné son époux au Royaume du Waalo où elle a suscité l'hostilité des deux autres clans maternels établis : Tedyek (d'origine Peul) et Loggar (d'origine Maure). La mère du roi était une Loggar et la première épouse du roi, la Linguère Awo Yassin Tanor, était une Tedyek. Ces trois dynasties maternelles régnaient sur le royaume du Waalo avec la famille paternelle Mbodj. Pendant près de six cents ans, ces trois clans maternels furent engagés dans des guerres dynastiques. Ainsi la bataille de Nder (ou Ndeer) qui est encore célébrée dans le Waalo, a commencé comme guerre dynastique entre le clan Diouss maternel (descendants maternels de Linguère Ndoye Demba) et le Tedyek, où la famille Diouss a massacré plusieurs membres du clan maternel Tedyek.

## Descendants de Ndoye Demba
Du XIVe siècle jusqu'à la destruction du Waalo en 1855 sous le règne de Linguère Ndaté Yalla Mbodj, plusieurs rois du Waalo étaient membres du clan maternel Diouss :
- Le Brak Yérim Mbanyik Ndoye Demba Mbodj, fils de la Linguère  Ndoye Demba. Dans une tentative infructueuse pour le détrôner, il a défait Gueye et la Famille Diaw et les a forcé à chercher refuge dans le Fouta-Toro[7].
- Le Brak Mö Mbôdy Kumba Khedy Mbodj, vers c. 1734 - 1735[8]. Lors de la bataille de Nder (« Talaata-i-Ndeer » signifie « mardi de Nder »), il commandait l'armée Diouss et dirigé un massacre contre les Tedyek. Après avoir tué le Brak du Waalo Yérim Ndaté Bubou, il a usurpé son trône[9].
- Le Brak Amar Fatim Borso Mbodj, père de la Linguère Ndaté Yalla Mbodj et Linguère Ndieumbeutt Mbodj.  vers 1812 à 1825. Il est décédé en janvier 1826[10]. Il est entré dans une guerre religieuse contre l'Almamy du Fouta-Toro (Almamy Biram ou Almamy Birani), et aurait déclaré : « Brak du tuub muk » (« jamais le Brak ne se convertirait » à [l'islam] - en wolof)[11].

### Généalogie
Ce qui suit est une courte généalogie de Linguère Ndoye Demba,,.
La famille de Linguère Ndoye Demba
```
                                                    
Linguère
 
Fatim Bèye

                     (
Royaume du Sine
, princesse royale et chef de la 
dynastie Diouss maternelle
 du 
Waalo
)
                                                              │
                                                    
Linguère
 Ndoung Diène
                                                     (princesse de 
Sine
)
                                                              │
                                                              │
                                               _______________│
                                               │
                                               │
                                   ┌───────────┴────────────────────────────────────────┐
                         
Linguère
 Fatim Malado             │                       Nancy Demba
                          (princesse de 
Sine
)              │                   (princesse de 
Sine
)
                                                           │
                                                           │
                                                           │____________________________________________________________
Lamtoro Abraham Sall (
Fouta-Toro
)                                                                                       │
                 │___________________________________________                                                           │
                                                            │                                                           │
                                        ? = 
Linguère Fatoumata Sall
   = 
Mbarick Bo
                                      │
                                       (1)                            │    (2)                                          │
                            ______________│                           │                                                 │
                            │                                   
Brak
 
Barka Bo
    = 
Linguère
 Faaduma Yumeyga             │
                            │                        (
Barka Mbodj
, roi de 
Waalo
) │____________________________________  │
                            │                                                                                        │  │
               
Ndiadiane Ndiaye
                  =    Linguère-Awo Maram Doye Gaye      =    Linguère Mbat Mboye     │  │
                (
Bourba Djolof
)                  │      (1)   (fille de Amar Gaye)      │           (3)              │  │
                      ___________________________│                                      │                            │  │
                      │                                                             Ware Ndiaye                      │  │
                      │                                                                                              │  │
                      │                                                 _____________________________________________│  │
                      │                                                 │                      _________________________│
                      │                                                 │                      │
                      │                                       
Brak
 
Caaka Mbaar Mbodj
 = 
Linguère
 Ndoye Demba                                                                                     
          ┌───────────┴────────────────────────────────────────┐       (roi du 
Waalo
)│     (
Royaume du Sine
)
          │               │                 │                  │                     │(princesse de Sine, reine de 
Waalo
)
 
Sare Ndiaye
         Guet Ndiaye     Ndombuur Ndiaye    Guedo Ndiaye                 │                (2)
 (
Bourba
 
Djolof
)                                                            _________│
                                                                ┌───────────┴────────────────────────────────────────┐
                                                                │                                                    │
                                            
Brak
 
Yérim Mbanyik Ndoye Demba Mbodj
                              Sodé Mbodj
                                                        (roi de 
Waalo
)                                               │
                                                                                                                     │
                                                        _____________________________________________________________│
                                                        │
                                                        │
                                            ┌───────────┴────────────────────────────────────────┐
                                         Dieumoul                  Diouroukh Baka Dequène  =  Aïssa 
                                            │                                              │
                ____________________________│                              ________________│
    ┌───────────┴────────────────────────────────────────┐     ┌───────────┴────────────────────────────────────────┐
    │           │         │          │         │         │     │                   │                  │             │
Degène       Mandé       Bo Mbody   Fanta      Degène    Ko    Khadj Yalladj  Diaw Ndiouk      Mbouné Ndiouk   Fary Ndiouk
Borom        Borom                  Mbodj      Mbodj    Mbodj  Ndiouk              │
                                                                                   │
                                                                             Fa Mbodj Ndiak
```